# کیتاکیوشو، فوکوئوکا
کیتاکیوشو (به ژاپنی: 北九州市) یکی از شهرهای ژاپن است که در استان فوکوئوکا واقع شده است.
این شهر به‌دلیل اقدامات مختلفی که برای کاستن از آلودگی هوا انجام داده است، در سطح کشور پیشتاز گشته است. کیتاکیوشو کم‌تر از یک میلیون نفر جمعیت دارد؛ ولی با احتساب جمعیت شهر «شیمونوزکی» که در پیرامون این شهر قرار گرفته است، جمعیت کیتاکیوشو به حدود یک و نیم میلیون نفر می‌رسد.
در ۱۶ مارس سال ۲۰۰۶، فرودگاه کیتاکیوشو راه‌اندازی شد و از همین طریق، اقتصاد محلی و صنعت توریسم این شهر پیشرفت‌های چشمگیری را شاهد بوده است. 